# Higinio Morínigo
Higinio Morínigo Martínez, né le 11 janvier 1897 à Paraguarí (Paraguay) et mort le 27 janvier 1983 à Asuncion (Paraguay) est un officier militaire paraguayen, homme politique et président, il participe à la guerre du Chaco (1932-1935) en tant qu'officier éminent de l'armée paraguayenne. Après la guerre, il est nommé chef de cabinet du ministère de la Guerre et de la Marine sous la présidence de Félix Paiva, il est ministre de l'Intérieur entre janvier et août 1939 et est nommé ministre de la Guerre et de la Marine et promu Général de brigade en mai 1940 sous le gouvernement de José Félix Estigarribia, qui meurt dans un accident d'avion quelques mois plus tard, Morínigo est donc nommé président du Paraguay, poste qu'il occupe jusqu'en 1948.

## Biographie
Morínigo est né en Paraguarí, fils de Juan Alberto Morínigo, un marchand et de Pabla Martinez. Il sert dans l'armée pendant la guerre du Chaco et nommé chef d'état-major de l'armée en 1936. D'ascendance européenne et guaranie, il est à l'aise dans les deux langues castillane et guaranie. Le président José Félix Estigarribia le nomme ministre de la guerre le 2 mai 1940. Quatre mois plus tard, le 7 septembre Estigarribia est tué dans un accident d'avion, et le gouvernement désigne Morínigo en tant que président intérimaire pour deux mois dans l'attente de nouvelles élections présidentielles.
Le 30 septembre, les ministres du Parti libéral démissionnent et le 16 octobre, Morínigo décide un report de deux ans des élections présidentielles. Peu de temps après, il annonce une politique basée sur la discipline, la hiérarchie et l'ordre pour combattre les personnes qui répandent des idées subversives. Le 30 novembre, dans une allocution à la radio il déclare que « le peuple et l'armée, à partir de maintenant, seront sous un commandement unique ». Tous les partis politiques sont interdits. Morínigo met en place un État policier d'inspiration fasciste pour contrôler les mouvements dissidents et l'opposition institutionnelle est réduite à l'exil. Les élections ont lieu comme promis le 15 février 1943, mais Morínigo est candidat unique.
Morínigo gouverne seul jusqu'au 9 juin 1946, date à laquelle il s'allie avec le Parti révolutionnaire fébéeriste et le Parti colorado. Au cours de sa dictature, Morínigo doit faire face à une résistance généralisée, y compris des grèves générales, mais conserve l'appui de l'armée paraguayenne qui reçoit 45 % du budget du pays.
Estimant que Morínigo favorise les Colorados, les Febreristas démissionnent et font cause commune avec le Parti libéral et le Parti communiste (en) dans la guerre civile qui se déclenche en 1947. Bien qu'une partie de l'armée fait défection, Morínigo reprend le contrôle du pays à la fin de l'année, avec l'aide de milices organisées par les Colorados. Les Colorados seront le seul parti légal au Paraguay pour les quinze années à venir.
Morínigo autorise l'élection présidentielle en 1948 après ses cinq ans de mandat. le 15 février, le candidat unique du Parti Colorado Juan Natalicio González (en) est élu. Le mandat de Morínigo expirant le 15 août, il cherche à conserver le pouvoir par un coup d'État, mais l'armée paraguayenne ne le suit pas et le dépose le 3 juin. Le président de la Cour suprême Juan Manuel Frutos (en) assume l'intérim de la présidence jusqu'au 15 août 1948 et la désignation officielle de Natalicio González.
Morínigo est exilé en Argentine jusqu'en 1954. Il est mort à Asuncion en 1983, recevant des honneurs du dictateur Alfredo Stroessner au pouvoir depuis près de 30 ans. 

## Source
- (en) Cet article est partiellement ou en totalité issu de l’article de Wikipédia en anglais intitulé « Higinio Moríñigo » (voir la liste des auteurs).